# Cantó de Saint-Esprit
El cantó de Saint-Esprit és una divisió administrativa francesa situat al departament de Martinica a la regió de Martinica.

## Composició
El cantó comprèn la comuna de Saint-Esprit.

## Administració
| Període                                  | Identitat  | Partit | Qualitat |
| ---------------------------------------- | ---------- | ------ | -------- |
| 2004-2014                                | Eric Hayot | UMP    |          |
| Les dades anteriors no són pas conegudes |            |        |          |